# Austrotartessus sedlaceki
Austrotartessus sedlaceki är en insektsart som beskrevs av Evans 1981. Austrotartessus sedlaceki ingår i släktet Austrotartessus och familjen dvärgstritar. Inga underarter finns listade i Catalogue of Life.